# 洛阳镇 (乳源县)
洛阳镇，是中华人民共和国广东省韶关市乳源瑶族自治县下辖的一个乡镇级行政单位。

## 行政区划
洛阳镇下辖以下地区：
阳升社区、洛阳村、深洞村、坪溪村、田螺坑村、半星村、白竹村、板长村、双坪村、古母洞村、富塘村、月坪村和月街村。